# Miyamoto Tomomi
Miyamoto Tomomi (宮本 ともみ, sinh ngày 31 tháng 12 năm 1978) là một cựu cầu thủ bóng đá nữ người Nhật Bản.

## Đội tuyển bóng đá nữ quốc gia Nhật Bản
Miyamoto Tomomi thi đấu cho đội tuyển bóng đá nữ quốc gia Nhật Bản từ năm 1997 đến 2007.

## Thống kê sự nghiệp
| Nhật Bản  | Nhật Bản | Nhật Bản |
| Năm       | Trận     | Bàn      |
| --------- | -------- | -------- |
| 1997      | 6        | 2        |
| 1998      | 10       | 1        |
| 1999      | 14       | 2        |
| 2000      | 0        | 0        |
| 2001      | 0        | 0        |
| 2002      | 7        | 1        |
| 2003      | 14       | 3        |
| 2004      | 9        | 2        |
| 2005      | 0        | 0        |
| 2006      | 1        | 0        |
| 2007      | 16       | 2        |
| Tổng cộng | 77       | 13       |